# الواحة (الرقة)
الواحة قرية سورية تتبع ناحية مركز تل ابيض في منطقة تل ابيض في محافظة الرقة. بلغ عدد سكانها 1288 نسمة في عام 2004 حسب إحصاء المكتب المركزي للإحصاء.